# جاك ماكدونالد (لاعب هوكي الجليد)
جاك ماكدونالد هو لاعب هوكي الجليد كندي، ولد في 28 فبراير 1887 في مدينة كيبك في كندا، وتوفي في 24 يناير 1958.

## وصلات خارجية
- جاك ماكدونالد على موقع دوري الهوكي الوطني (الإنجليزية)
- جاك ماكدونالد على موقع قاعة مشاهير الهوكي (لاعب أن.إتش.أل) (الإنجليزية)
- جاك ماكدونالد على موقع HockeyDB.com (الإنجليزية)
- جاك ماكدونالد على موقع Hockey-Reference.com (الإنجليزية)